# Грејам (Мисури)
Грејам (енгл. Graham) је град у америчкој савезној држави Мисури.

## Демографија
По попису из 2010. године број становника је 171, што је 20 (-10,5%) становника мање него 2000. године.
| Група             | 2000.       | 2010.       |
| Белци             | 188 (98,4%) | 169 (98,8%) |
| Афроамериканци    | 1 (0,5%)    | 2 (1,2%)    |
| Азијати           | 0 (0,0%)    | 0 (0,0%)    |
| Хиспаноамериканци | 0 (0,0%)    | 0 (0,0%)    |
| Укупно            | 191         | 171         |